# Operation Anvil (Zweiter Weltkrieg)
Anvil (engl. für Amboss) ist eine Codebezeichnung der Alliierten des Zweiten Weltkriegs. Anvil war ein Entwurf für eine Landung in Südfrankreich. Dieser Codename wurde während der Konferenz von Teheran im November 1943 festgelegt. Diese Operation sollte die Operation Overlord unterstützen. Anvil galt als Amboss für den Hammer Overlord und sollte nur von dem Hauptangriff in der Normandie ablenken. Alle Planungen für diese Operation wurden vom Stab der 7. US-Armee übernommen. Inhalt der Operation war bis Ende Mai 1944 eine amphibische Operation gegen das südfranzösische Festland durchzuführen. Es sollte ein großer Hafen eingenommen werden. Danach sollten die Invasionstruppen weiter nach Lyon und Vichy vorrücken. Als Landungsort wurde ein Küstenstreifen östlich von Hyères mit einem Kampfschwerpunkt bei Saint-Tropez gewählt. Dieser war strategisch durch die Luftunterstützung von der Insel Korsika am geeignetsten. Die Landung musste wie die Landung in der Normandie mehrfach verschoben werden, weil es an Material fehlte. Des Weiteren war der Italienfeldzug noch nicht weit genug vorangeschritten. Das am 5. Juli 1944 in Dragoon umbenannte Unternehmen konnte erst am 15. August 1944 beginnen. Bis zum Abend des J-Day waren 6000 Soldaten und 5000 t Material an Land. Am Abend des Operationsbeginns waren schon 2000 Gefangene gemacht worden. Bereits am 17. August 1944 waren die alliierten Truppen mit etwa 12.250 Fahrzeugen und 87.000 Mann bis tief in das Hinterland vorgedrungen.